# Somrania
Somrania,  rod gesnerijevki iz podtribusa Loxocarpinae, dio tribusa Trichosporeae Sastoji se od tri vrste iz  Tajlanda. 
Rod je opisan u Thai Forest Bulletin (Botany) 40: 10. 2012.  

## Opis
Novi rod Somrania D.J.Middleton (iz kraških vapnenačkih staništa u južnom Tajlandu) opisan je zajedno s dvije nove vrste, Somrania albiflora D.J.Middleton i Somrania lineata D.J.Middleton & Triboun. ; godinu dana kasnije, 2013., otkrivena je u Tajlandu treća vrsta, Somrania flavida. Njegovi karakteristični znakovi su razgranate dlake, cjevasti vjenčić, stigma s razvijenim samo donjim režnjem i dvostrukim, te kratkim ravnim plodom. Iz podataka o DNK sekvencama najbliže je povezana s Damrongia Kerr ex Craib (Puglisi, osobno priopćenje) u "skupini Boea" sensu Möller et al. (2009). U vrijeme objavljivanja znalo se da možda postoji i treća vrsta iz Nacionalnog parka Khao Sok, ali dostupni materijali nisu bili odgovarajući da bi je opisali. Biljke uzgojene iz sjemena sakupljenog u Khao Soku 2008. procvjetale  su u Kraljevskom botaničkom vrtu Edinburgh i uspjelo se potvrditi da se doista radi o novoj vrsti Somranije. Nova vrsta je opisana i dat je ključ za novu vrstu Somranije. 

## Vrste
1. Somrania albiflora D.J.Middleton
2. Somrania flavida D.J.Middleton & Triboun
3. Somrania lineata D.J.Middleton & Triboun